# تک پارسی
TeX-پارسی یا تکِ پارسی یک سیستم حروفچینی تجاری مبتنی بر تک است که در سال‌های ۱-۱۳۷۰ توسط شرکت داده کاوی ایران تولید گردید.

نشان نرم‌افزار TeX-پارسی

## ویژگیها
ساختار این نرم‌افزار بسیار شبیه روشی بود که دونالد کنوث در ابداع تک به کار برده بود و ساخت این نرم‌افزار با مطالعاتی بر روی سیستمهای حروفچینی آن زمان ایران انجام پذیرفت. این شرکت در سال‌های ۷۴-۷۵ نسخه ای از TeX-پارسی را بر مبنای نسخه TeX pre-3.0 و LaTeX 2.09 که NFSS را حمایت می کرد را روانه بازار کرد. البته در این نسخه بر روی موتور TeX و ماکروهای لاتک تغییراتی زیاد انجام شده بود. این نسخه از نرم‌افزار بر روی سیستم عاملهای SCO Unix و MS-DOS قابل اجرا بود.

## حامیان مالی نرم‌افزار
این نرم‌افزار با حمایت مالی انتشاراتی چون انتشارات مرکز نشر دانشگاهی و موسسه انتشارات فاطمی در بازار نرم‌افزار خود را حفظ کرد.

## استفاده‌ها از نرم‌افزار
نرم‌افزار تک پارسی هنوز به صورت بهینه شده مورد استفاده انتشارات فاطمی و مرکز نشر دانشگاهی و تعدادی انگشت شمار از دانشکده‌های ریاضی قرار دارد. اما برای دانشجویان و مولفان خصوصی مقرون به صرفه نبوده‌است. بنابراین استفادهٔ شخصی از آن در برهه ای از زمان برای مولفان ممکن نبوده و نیاز به بخشی جدا در هر دانشکده داشته تا با این نرم‌افزار اقدام به تایپ شود.

## فراز و نشیبها
به علت گرانی و بازار محدود نرم‌افزار، شرکت داده کاوی در سال ۶-۱۳۷۵ تا مرز ورشکستگی پیش رفت.

### انتشار به صورت متن باز
چند سال بعد دبیرخانه شورای عالی اطلاع رسانی، این نرم‌افزار را به صورت متن باز در اختیار عموم قرار داد.